# 科列斯尼科韋
49°36′35″N 30°20′14″E / 49.60972°N 30.33722°E
科利斯尼科韋（烏克蘭語：Колісникове）是位於烏克蘭北部的村莊，由基辅州白采爾克瓦區的羅基特內市鎮負責管轄。該村始建於1577年，面積3平方公里，海拔高度164米，2001年人口199，人口密度每平方公里66.3人。